# Salcajá
Salcajá è un comune del Guatemala facente parte del dipartimento di Quetzaltenango.
L'abitato trae origine da una guarnigione spagnola e nel 1660, come riferiscono i cronisti Fuentes y Guzmán e Francisco Velásquez, era un centro cristiano del quale alcuni anziani raccontarono essere stato fondato da Juan de León y Cardona.